# 南方荚蒾
南方荚蒾（学名：Viburnum fordiae）是五福花科荚蒾属的植物。分布在中国大陆的广东、安徽、湖南、广西、贵州、福建、江西、浙江、云南等地，生长于海拔50米至1,300米的地区，常生长在山坡灌丛中、山谷溪涧旁疏林以及平原旷野，目前尚未由人工引种栽培。

## 别名
东南荚蒾（拉汉种子植物名称）

## 异名
- Viburnum fordiae Hance var. rectangulatum (Graebn.) Rehd.